# Алто (Тексас)
Алто (енгл. Alto) град је у америчкој савезној држави Тексас. По попису становништва из 2010. у њему је живело 1.225 становника.

## Демографија
Према попису становништва из 2010. у граду је живело 1.225 становника, што је 35 (2,9%) становника више него 2000. године.
| Група             | 2000.       | 2010.       |
| Белци             | 743 (62,4%) | 645 (52,7%) |
| Афроамериканци    | 295 (24,8%) | 303 (24,7%) |
| Азијати           | 2 (0,2%)    | 1 (0,1%)    |
| Хиспаноамериканци | 122 (10,3%) | 256 (20,9%) |
| Укупно            | 1.190       | 1.225       |